# 洛敦·林钦
洛敦·林钦（？—？）蒙古族，籍贯不详，蒙古人民共和国政治人物。

## 生平
1987年12月11日，蒙古大人民呼拉尔十一届三次会议举行，选举洛敦·林钦为大人民呼拉尔主席。会议解除了巴特奥其尔·阿勒坦格尔勒的大人民呼拉尔主席职务，阿勒坦格尔勒已于1987年5月担任部长会议副主席。会议还同时选举了蒙古人民革命党政治局委员、中央书记那木斯莱为大人民呼拉尔主席团副主席。
1988年9月，大人民呼拉尔主席林钦率蒙古大人民呼拉尔代表团访问中华人民共和国，这是自1960年以来大人民呼拉尔首次派出代表团访问中国。
1990年，应中共中央对外联络部之邀，蒙古人民革命党中央委员、蒙古人民革命党中央对外联络部部长兼蒙古大人民呼拉尔主席林钦率蒙古人民革命党中央对外联络部代表团访华。
1990年，林钦不再担任蒙古大人民呼拉尔主席。